# Kyklopské zdivo
Kyklopské zdivo je zdivo z nepravidelných kamenů. S tímto označením se setkáváme ve dvojím významu:
1. ve starověku
2. dnes

## Kyklopské zdivo ve starověku

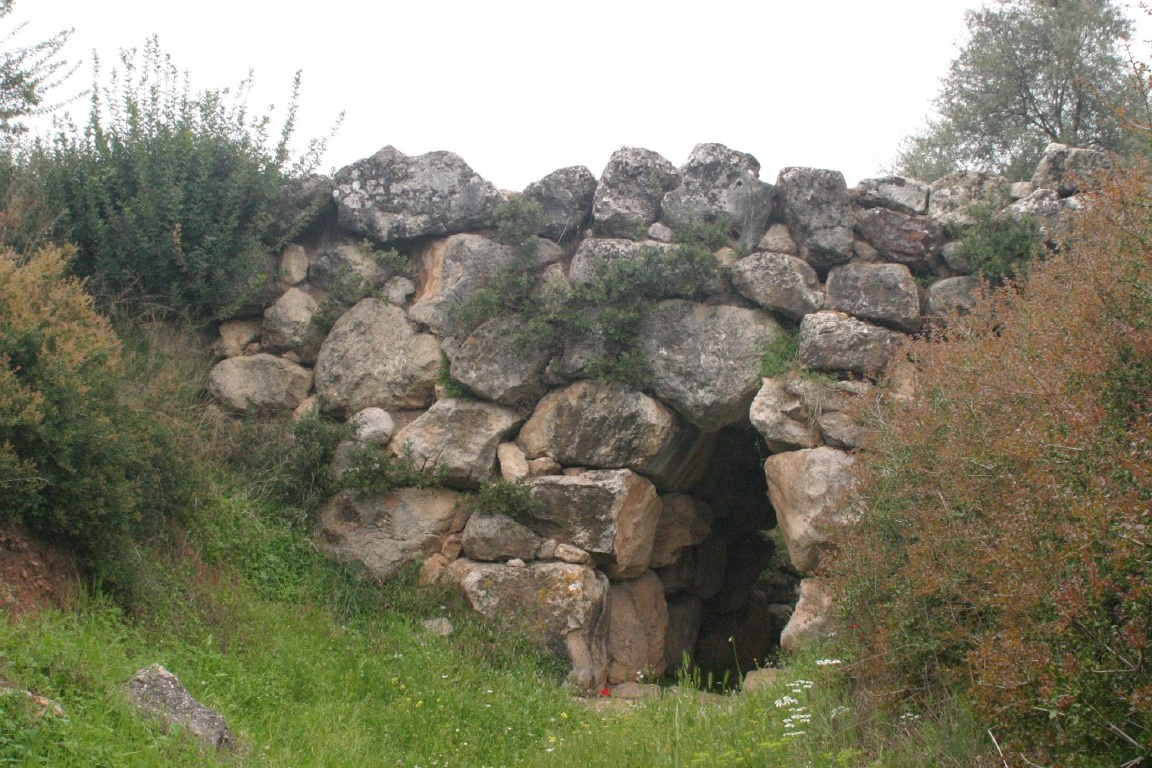
Most Arkadiko u Kazarmy postavený z kyklopského zdiva

Kyklopské zdivo bylo typem kamenného zdiva používaného v mykénské architektuře. Tvořily jej velké vápencové balvany poskládané k sobě tak, aby mezi sebou měly minimální odstup. Na rozdíl od kvádrového zdiva nebyly spojovány maltou. Tyto balvany byly neopracované, pouze v některých případech byly zběžně osekány kladivem. Mezery mezi nimi bývaly vyplněny menšími vápencovými kameny.
Nejznámější příklady kyklopského zdiva je možné spatřit ve zdech starověkých Mykén nebo Tíryntu. Tento stavební postup je charakteristický pro mykénské fortifikace. Podobné postupy lze spatřit také u jiných kultur.
Termín vznikl na základě domněnek starověkých Řeků, že pouze mytičtí Kyklopové měli dostatek sil k postavení takových zdí.

## Kyklopské zdivo dnes

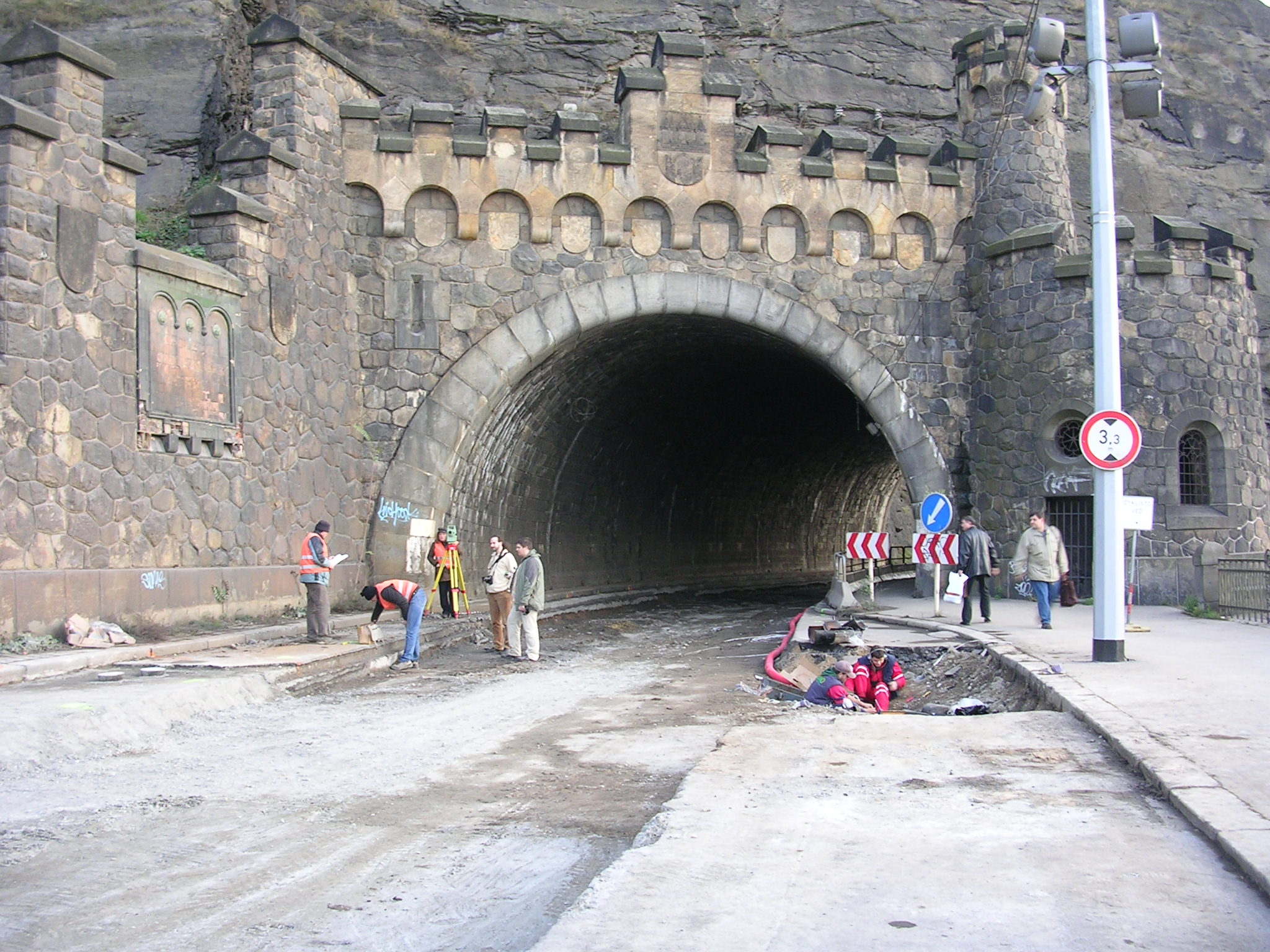
Opěrná zeď u Vyšehradského tunelu

Kyklopské zdivo se v současnosti využívá pro opěrné zdi u mostů, tunelů, nábřežní stěny a stěny ve svahu. Jedná se o pohledové zdivo. Zdí se z kamenů, které se opracují do 5-8 úhelníků podle drátěné šablony. Spáry mají šířku 20-40 mm, v jednom místě se mohou stýkat maximálně 3 spáry, a to pouze v tupých úhlech. Zdivo se neomítá, pouze se po vyzdění spáruje.

## Kyklopské zdivo v literatuře
Dílo Howarda Phillipse Lovecrafta, jenž byl velkým znalcem a obdivovatelem starověkého Řecka, je známé četnými odkazy na kyklopské zdivo a brilantními popisy kyklopských budov, které často doprovázelo užití prvků daleko překračující možnosti architektury lidstva, jako využití nových vědeckých poznatků v bizarních oblastech geometrie, jako je neeuklidovská geometrie a další nové oblasti. Stavitelé prastarých měst v Lovecraftových příbězích nebyli lidé, ale zástupci dávných mimozemských návštěvníků. Nejznámější příklad takové stavby je asi potopené město R'lyeh, které bylo ovlivněno některými myšlenkami teozofie, představami o potopených městech včetně známé Atlantidy a třeba též slavnými ruinami oceánského města Nan Madol. Lovecraft tak zkombinoval své bohaté vědecké znalosti se znalostmi architektury a historie, které studoval od dětství po celý život.